# Saint-Vran
Saint-Vran [sɛ̃vʁɑ̃] est une commune française située dans le département des Côtes-d'Armor, en région Bretagne.

## Géographie
Saint-Vran se situe sur la ligne de partage des eaux entre la Manche et l'océan Atlantique. On y trouve la source du Meu, qui se jette dans la Vilaine (bassin Atlantique), et la Rance traverse la commune (bassin de la Manche).
| Le Mené  |            | Langourla  |
| Le Mené  | Saint-Vran | Mérillac   |
| Laurenan |            | Merdrignac |

### Hydrographie
Pour un article plus général, voir Réseau hydrographique des Côtes-d'Armor.
La commune est située dans le bassin Loire-Bretagne. Elle est drainée par la Rance, le Meu, l'Yvel et un autre petit cours d'eau,.
La Rance, d'une longueur de 104 km, prend sa source dans la commune du Mené et se jette  dans la Manche entre Dinard et Saint-Malo, après avoir traversé 28 communes. 
Le Meu, d'une longueur de 84 km, prend sa source dans la commune  et se jette  dans un bras de la Vilaine à Chavagne, après avoir traversé 21 communes. 
L'Yvel, d'une longueur de 58 km, prend sa source dans la commune  et se jette  dans le Ninian à Taupont, après avoir traversé douze communes. 
Un plan d'eau complète le réseau hydrographique : Goves de Belluet (0,61 ha),.

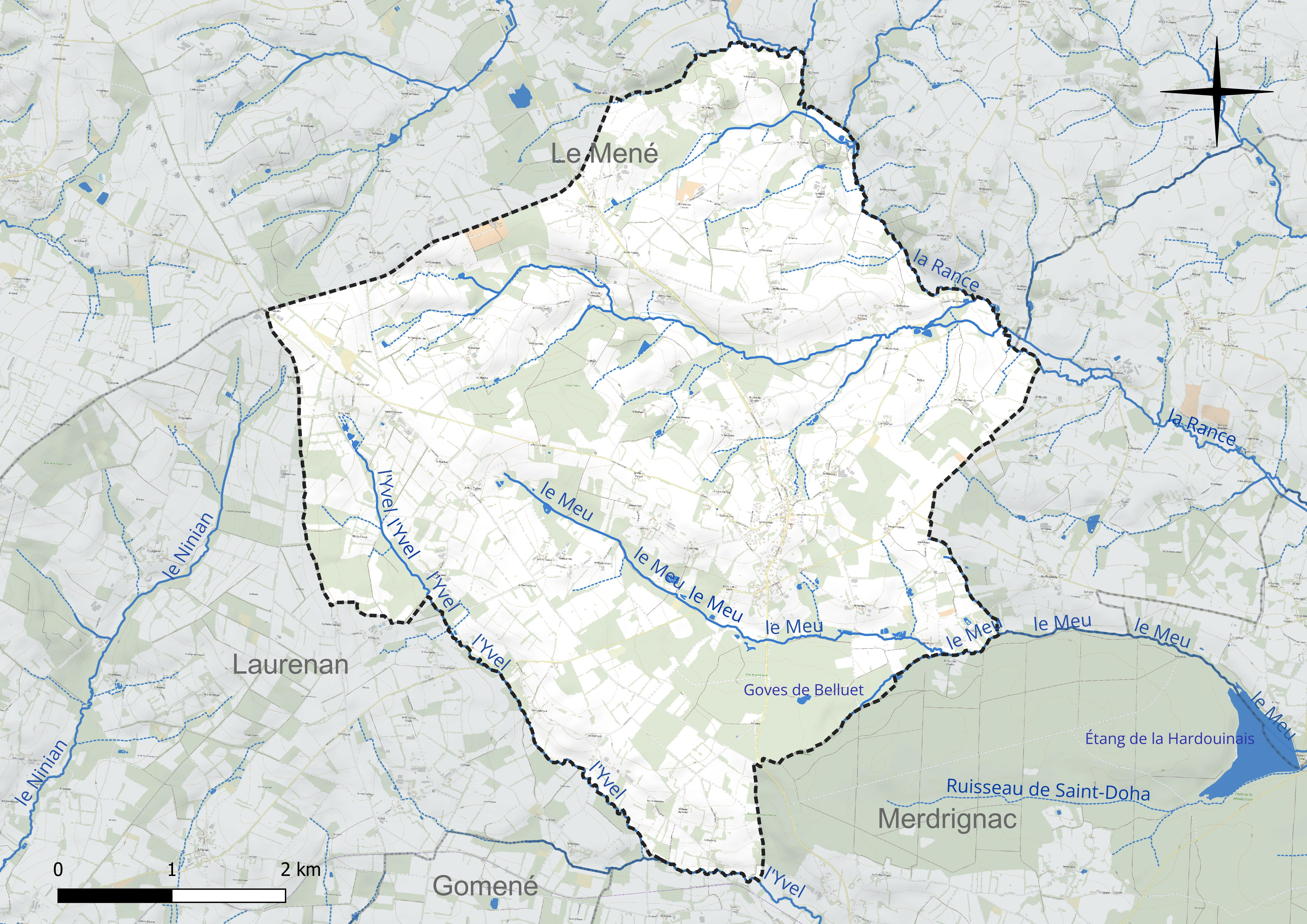
Réseau hydrographique de Saint-Vran.

### Climat
Pour des articles plus généraux, voir Climat de la Bretagne et Climat des Côtes-d'Armor.
En 2010, le climat de la commune est de type climat océanique franc, selon une étude du CNRS s'appuyant sur une série de données couvrant la période 1971-2000. En 2020, Météo-France publie une typologie des climats de la France métropolitaine dans laquelle la commune est exposée à un climat océanique et est dans la région climatique  Finistère nord, caractérisée par une pluviométrie élevée, des températures douces en hiver (6 °C), fraîches en été et des vents forts. Parallèlement l'observatoire de l'environnement en Bretagne publie en 2020 un zonage climatique de la région Bretagne, s'appuyant sur des données de Météo-France de 2009. La commune est, selon ce zonage, dans la zone « Intérieur Est », avec des hivers frais, des étés chauds et des pluies modérées).  
Pour la période 1971-2000, la température annuelle moyenne est de 10,8 °C, avec une amplitude thermique annuelle de 12,1 °C. Le cumul annuel moyen de précipitations est de 861 mm, avec 13,6 jours de précipitations en janvier et 7,2 jours en juillet. Pour la période 1991-2020, la température moyenne annuelle observée sur la station météorologique la plus proche, située sur la commune de Merdrignac à 5 km à vol d'oiseau, est de 11,7 °C et le cumul annuel moyen de précipitations est de 905,0 mm,. Pour l'avenir, les paramètres climatiques de la commune estimés pour 2050 selon différents scénarios d'émission de gaz à effet de serre sont consultables sur un site dédié publié par Météo-France en novembre 2022.

## Urbanisme

### Typologie
Au 1er janvier 2024, Saint-Vran est catégorisée commune rurale à habitat dispersé, selon la nouvelle grille communale de densité à 7 niveaux définie par l'Insee en 2022.
Elle est située hors unité urbaine. Par ailleurs la commune fait partie de l'aire d'attraction du Mené, dont elle est une commune de la couronne,. Cette aire, qui regroupe 6 communes, est catégorisée dans les aires de moins de 50 000 habitants,.

### Occupation des sols
L'occupation des sols de la commune, telle qu'elle ressort de la base de données européenne d’occupation biophysique des sols Corine Land Cover (CLC), est marquée par l'importance des territoires agricoles (77,3 % en 2018), en diminution par rapport à 1990 (79,2 %). La répartition détaillée en 2018 est la suivante : 
terres arables (45,6 %), zones agricoles hétérogènes (22,1 %), forêts (19,8 %), prairies (9,7 %), zones urbanisées (2,9 %). L'évolution de l’occupation des sols de la commune et de ses infrastructures peut être observée sur les différentes représentations cartographiques du territoire : la carte de Cassini (XVIIIe siècle), la carte d'état-major (1820-1866) et les cartes ou photos aériennes de l'IGN pour la période actuelle (1950 à aujourd'hui).

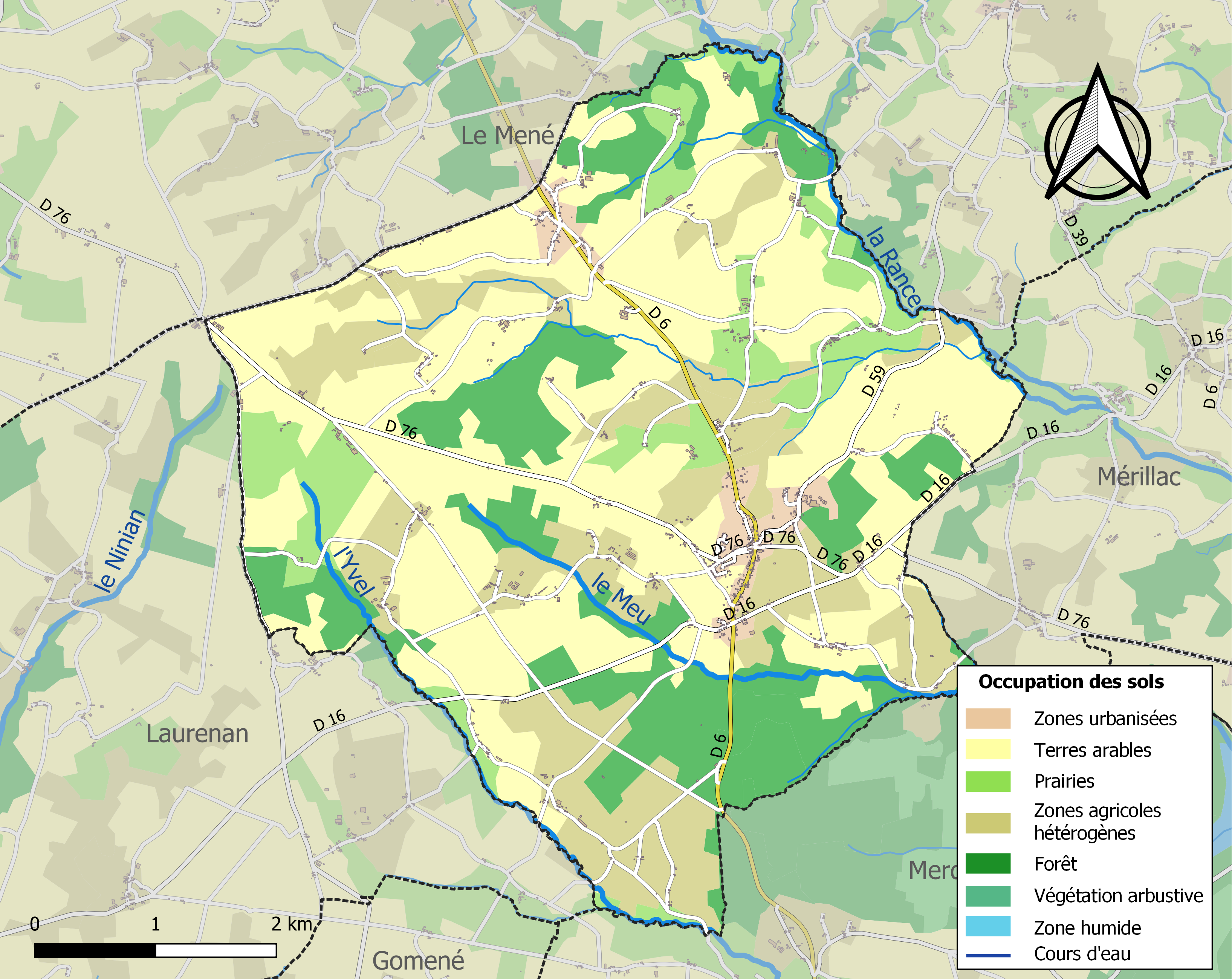
Carte des infrastructures et de l'occupation des sols de la commune en 2018 (CLC).

## Toponymie
Le nom de la localité est attesté sous les formes Sanctus Veranus en 1265, Parochia de Seint Vran en 1273, Parochia de Sancto Veranno en 1294, Ecclesia Sancti Verani vers 1330, Sainct-Vran en 1480, 1514, 1536 et en 1569, Saint-Veran en 1513, Saint Vran en 1682.
Saint-Vran vient du breton bran (corbeau), surnom de Brandan, ancienne divinité armoricaine. Ce mot a été christianisé (par assimilation phonétique) sous le vocable de saint Véran, donné comme irlandais d'origine.
Le village est longtemps appelé Saint-Véran en référence au saint du même nom auquel l'église est consacrée. Le nom de la commune est modifié par délibération du conseil municipal du  14 juin 1953 pour devenir Saint-Vran afin de mettre fin aux confusions avec l'autre commune de Saint-Véran (Hautes-Alpes).

## Histoire

### Le XXe siècle

#### Les guerres du XXe siècle
Le monument aux Morts porte les noms des 88 soldats morts pour la Patrie :
- 81 sont morts durant la Première Guerre mondiale.
- 5 sont morts durant la Seconde Guerre mondiale.
- 1 est mort durant la Guerre d'Algérie.
- 1 est mort durant la Guerre d'Indochine.

## Politique et administration
| Période                                  | Période       | Identité            | Étiquette | Qualité    |
| ---------------------------------------- | ------------- | ------------------- | --------- | ---------- |
| n                                        | novembre 1940 | Eugène Michel       |           |            |
| octobre 1940                             | novembre 1940 | Eugène Goudin       |           |            |
| novembre 1940                            | mai 1953      | Henri Tardivel      |           |            |
| mai 1953                                 | mars 1977     | Marcel Moulin       |           |            |
|                                          |               | René Badouard       |           |            |
| mars 2001                                | mars 2014     | Armelle Dessaude    | PS        | Infirmière |
| mars 2014                                | En cours      | Évelyne Gaspaillard | PS        | Cadre      |
| Les données manquantes sont à compléter. |               |                     |           |            |

## Démographie
L'évolution du nombre d'habitants est connue à travers les recensements de la population effectués dans la commune depuis 1793. Pour les communes de moins de 10 000 habitants, une enquête de recensement portant sur toute la population est réalisée tous les cinq ans, les populations de référence des années intermédiaires étant quant à elles estimées par interpolation ou extrapolation. Pour la commune, le premier recensement exhaustif entrant dans le cadre du nouveau dispositif a été réalisé en 2004.

En 2022, la commune comptait 755 habitants, en évolution de −0,4 % par rapport à 2016 (Côtes-d'Armor : +1,78 %, France hors Mayotte : +2,11 %).
| 1793  | 1800 | 1806  | 1821  | 1831  | 1836  | 1841  | 1846  | 1851  |
| ----- | ---- | ----- | ----- | ----- | ----- | ----- | ----- | ----- |
| 1 312 | 976  | 1 108 | 1 126 | 1 350 | 1 348 | 1 297 | 1 389 | 1 288 |

| 1856  | 1861  | 1866  | 1872  | 1876  | 1881  | 1886  | 1891  | 1896  |
| ----- | ----- | ----- | ----- | ----- | ----- | ----- | ----- | ----- |
| 1 291 | 1 371 | 1 401 | 1 459 | 1 502 | 1 509 | 1 544 | 1 556 | 1 455 |

| 1901  | 1906  | 1911  | 1921  | 1926  | 1931  | 1936  | 1946  | 1954 |
| ----- | ----- | ----- | ----- | ----- | ----- | ----- | ----- | ---- |
| 1 488 | 1 512 | 1 534 | 1 326 | 1 326 | 1 250 | 1 288 | 1 096 | 955  |

| 1962 | 1968 | 1975 | 1982 | 1990 | 1999 | 2004 | 2006 | 2009 |
| ---- | ---- | ---- | ---- | ---- | ---- | ---- | ---- | ---- |
| 909  | 876  | 819  | 765  | 672  | 688  | 690  | 692  | 736  |

| 2014 | 2019 | 2022 | - | - | - | - | - | - |
| ---- | ---- | ---- | - | - | - | - | - | - |
| 753  | 761  | 755  | - | - | - | - | - | - |

## Lieux et monuments

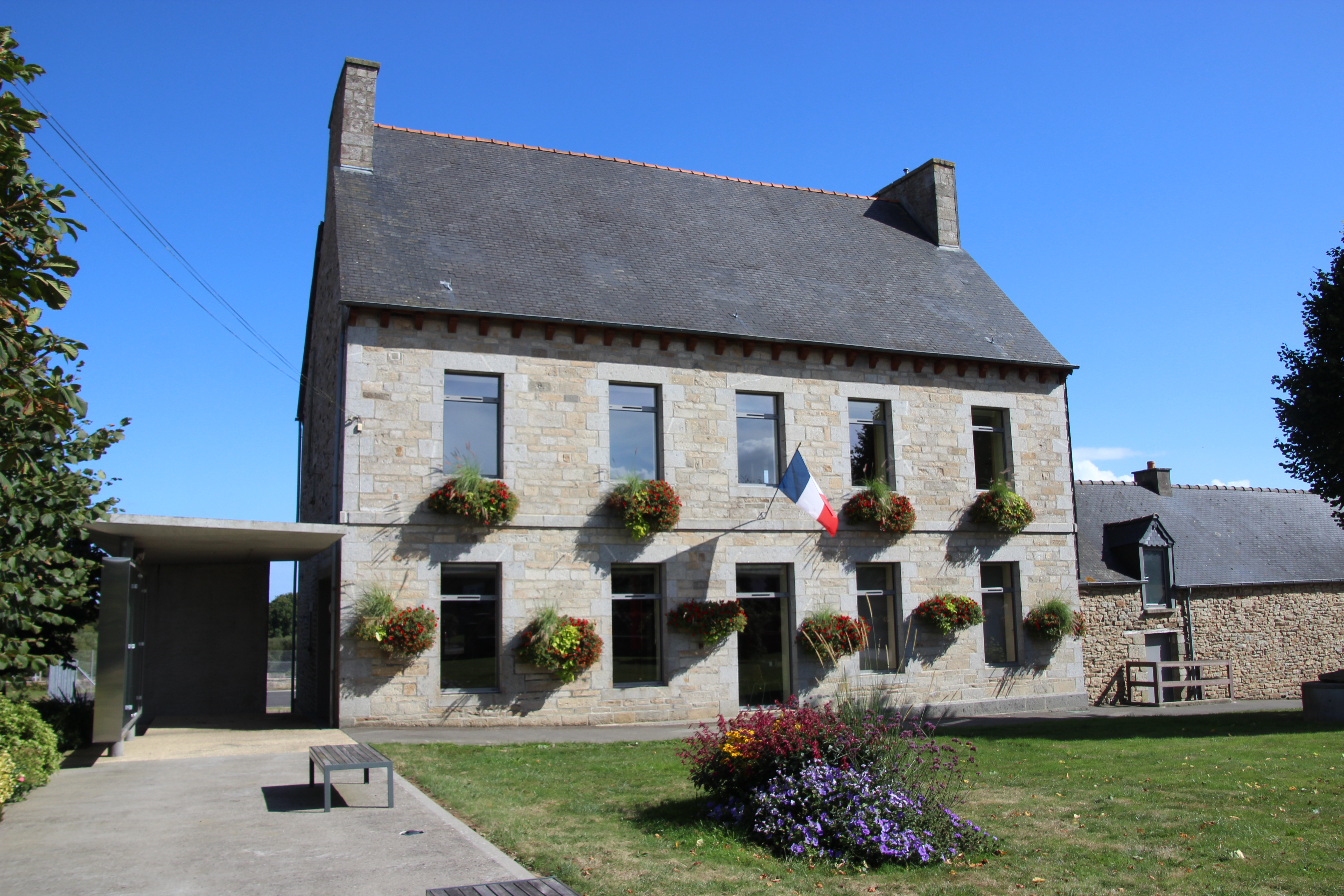
Ancien presbytère et actuelle mairie de Saint-Vran.
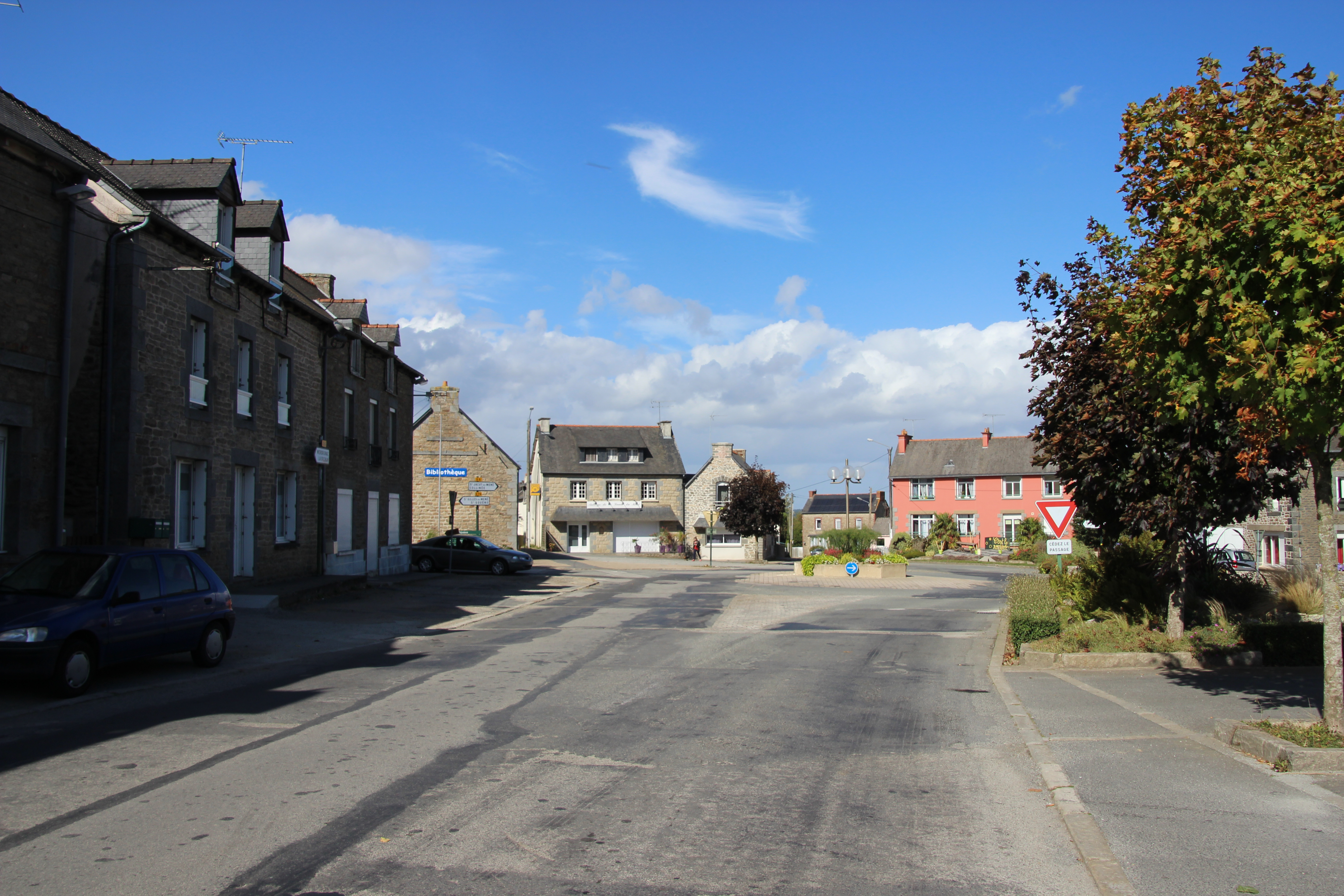
Vue générale du village, devant l'église.
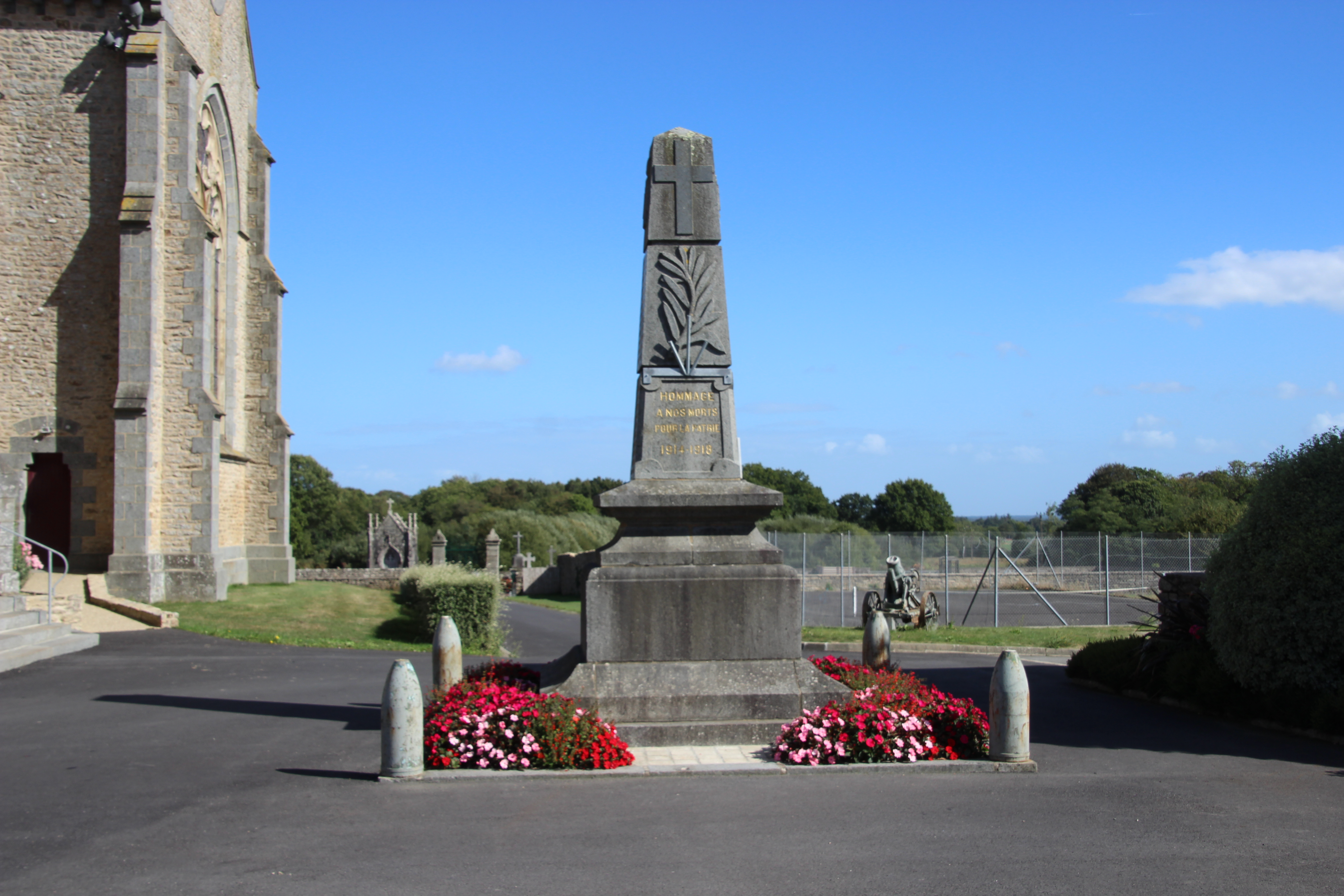
Vue générale du monument aux morts.
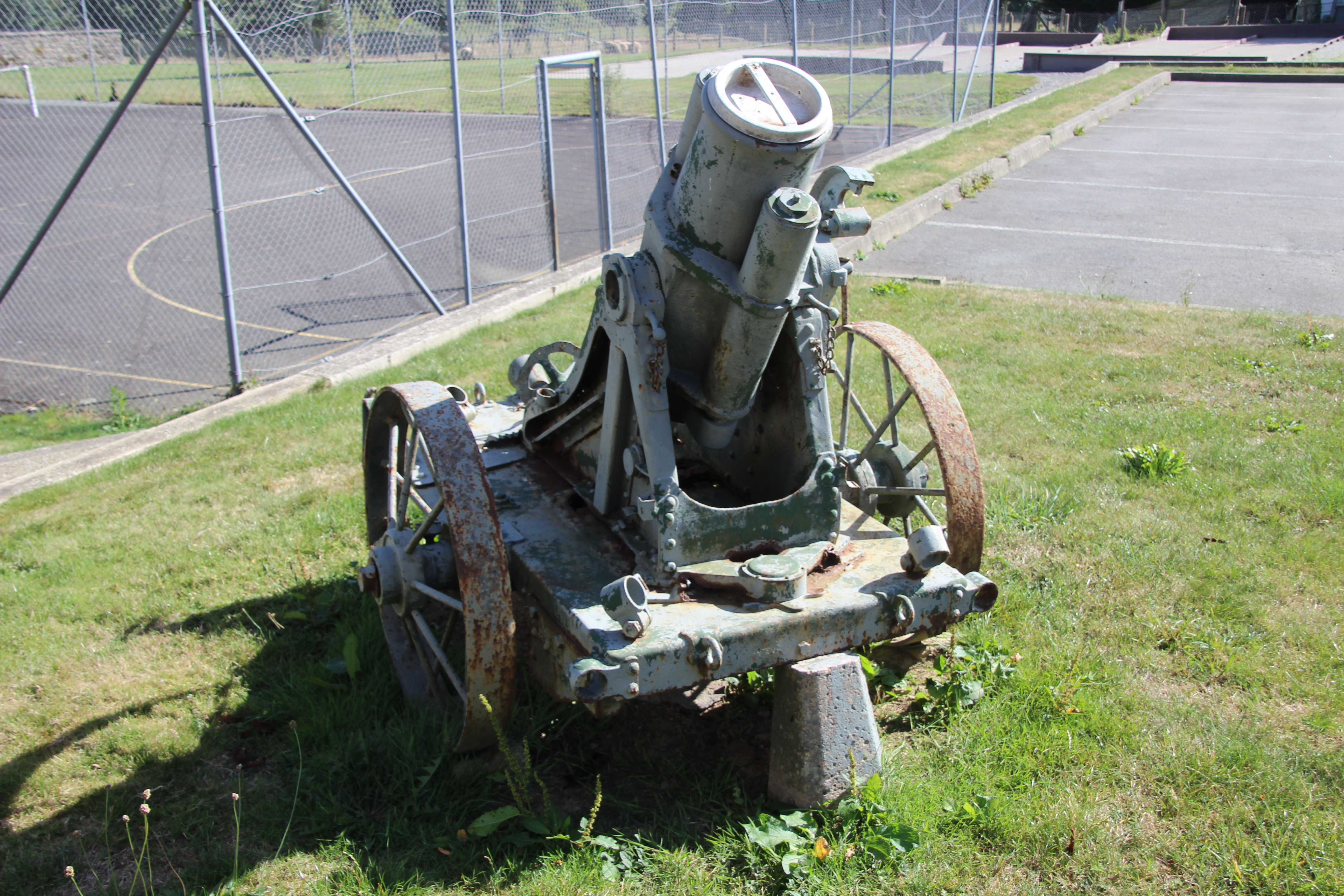
Mortier allemand (17cm mittlerer Minenwerfer) de la Grande Guerre à Saint-Vran.
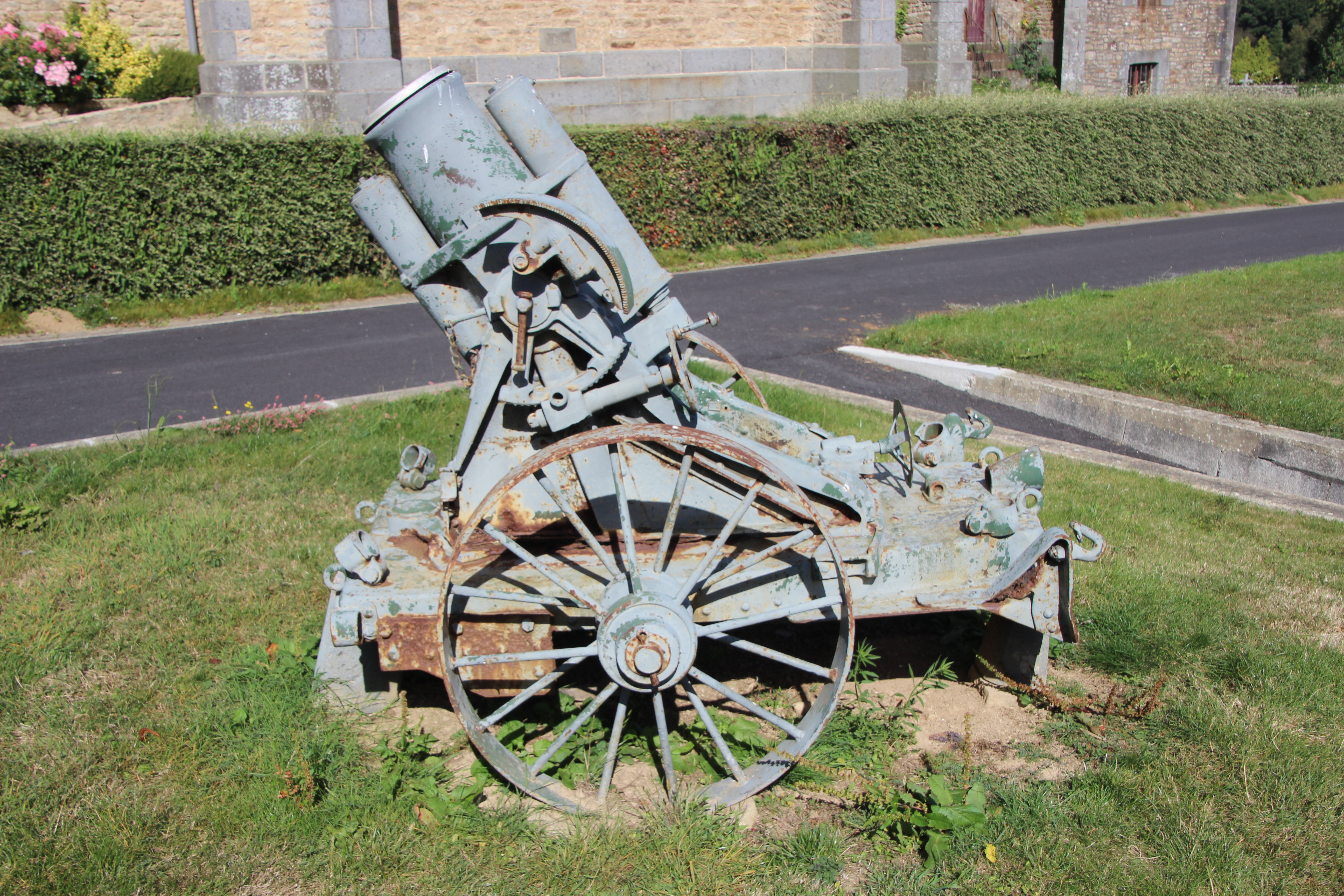
Autre vue du mortier.
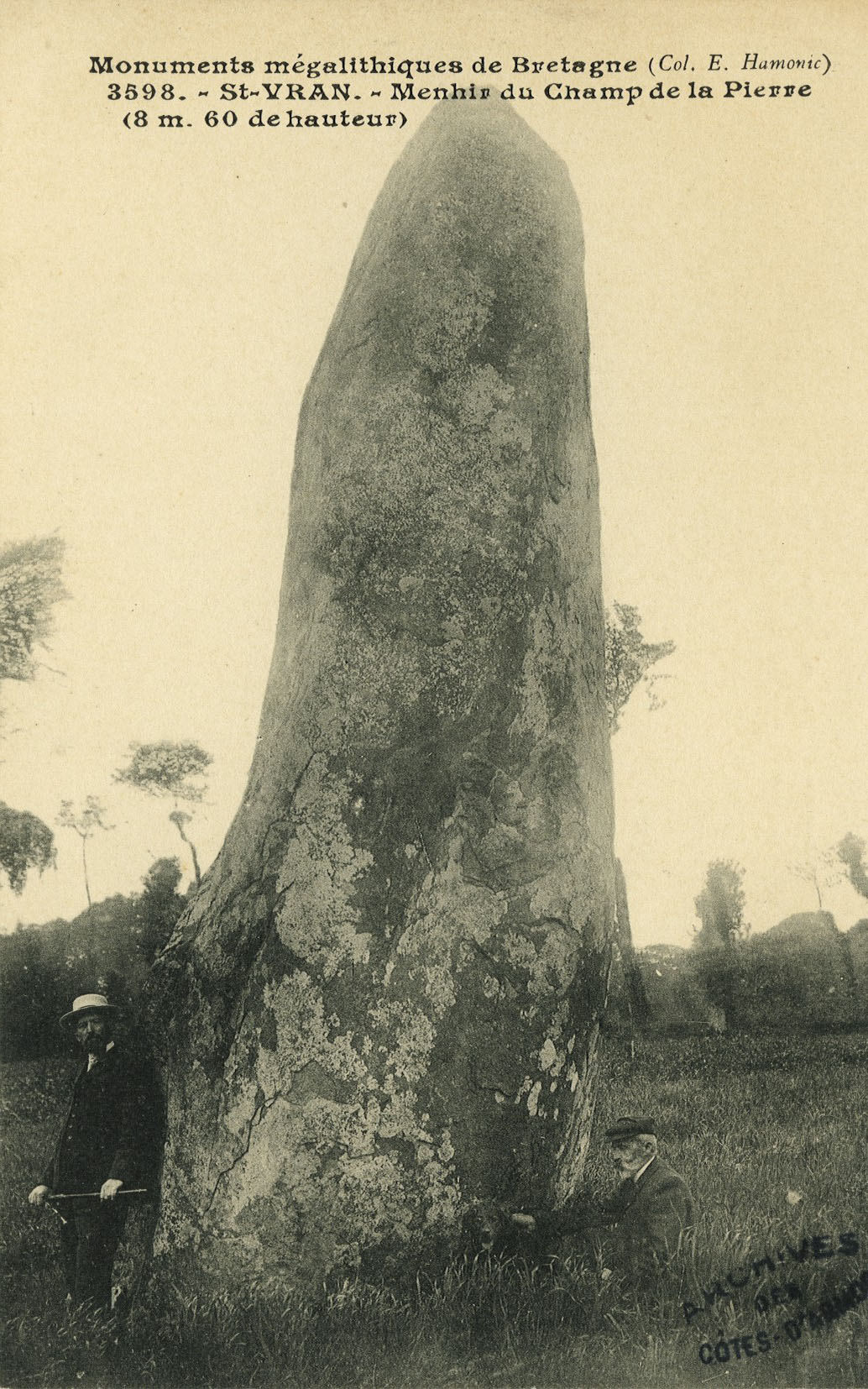
L'un des menhirs du Perfaux (début XXe siècle)

- Menhirs du Perfaux : ensemble de trois menhirs.
- Église Saint-Véran.